# جون هنري (قاضي)
جون هنري (بالإنجليزية: John Henry)‏ هو قاضي بريطاني، ولد في القرن العشرين.